# Định lý Brahmagupta

Bằng chứng về định lý

Định lý Brahmagupta là một định lý trong hình học, được đặt tên theo nhà toán học và thiên văn học người Ấn Độ Brahmagupta. Định lý Brahmagupta là một định lý quan trọng trong hình học, nó chỉ ra một tính chất trong tứ giác nội tiếp có hai đường chéo vuông góc. Nội dung định lý như sau:
Đường thẳng nối giao điểm của hai đường chéo vuông góc trong tứ giác nội tiếp đường tròn với trung điểm của một cạnh bên thì luôn vuông góc với cạnh bên đối diện.